# Santiago Cabrera
Pour les articles homonymes, voir Cabrera.
Santiago Cabrera est un acteur anglo-chilien, né le 5 mai 1978, à Caracas, (Venezuela).

## Biographie
Cadet des enfants de sa famille, Santiago Cabrera est né à Caracas, de parents chiliens. Son père, Pablo Cabrera Gaete, était diplomate et sa mère, Cecilia Pérez Walker, ménagère.
Il a principalement grandi en Angleterre, mais aussi en Roumanie, à Toronto et à Madrid avant que la famille ne décide de retourner au Chili quand il avait quinze ans.
Capitaine de l’équipe de football de son université, il avait pour ambition de consacrer sa carrière au sport avant que son professeur d’art dramatique de l'université ne lui conseille de s’investir dans une carrière d'acteur.
En plus de maîtriser l'espagnol, le français, l'anglais et l'italien, il est doué en tennis, hockey, plongée sous-marine. Il réside actuellement entre Londres et Los Angeles.

### Vie privée
Il est marié depuis 2003 à Anna Marcea, une metteuse en scène de théâtre. Ils ont un fils, Kilian Emiliano, né en avril 2016.

## Carrière
C'est lors de sa dernière année d'études qu'il débute à la télévision, en interprétant de petits rôles comme dans la série londonienne, Battles of Britain ou encore dans Judge John Deed, MI-5, Et alors ?. Après ses études, il joua Montano dans Othello ou le Maure de Venise de William Shakespeare au Northampton Theatre Royal. Il est également apparu dans Love (et ses petits désastres).
Il fit ensuite une interprétation dans la mini-série Empire (où il joua Octavius) puis, il obtient un rôle dans le feuilleton télévisé Heroes, où il a interprété Isaac Mendez.
En 2008, il interprète le révolutionnaire cubain Camilo Cienfuegos dans le film Che, 1re partie : L'Argentin, la première partie du diptyque sur Che Guevara réalisé par Steven Soderbergh.
La même année, il est choisi par la BBC pour interpréter le rôle de Lancelot dans la série Merlin.
Puis, il obtient le rôle-titre dans le film La Vie des poissons pour Arte.
En 2011, il incarne le rôle de Jimmy dans la série Alcatraz. L'année suivante, il rejoint la distribution de la saison 7 de la série Dexter aux côtés de Michael C. Hall et Jennifer Carpenter. Il joue également dans le film mexicain Cristeros de Dean Wright aux côtés d'Andy Garcia et Eva Longoria.
Entre 2014 et 2016, il incarne le mousquetaire Aramis dans The Musketeers, une série de la BBC, basée sur les Trois Mousquetaires, œuvre emblématique d'Alexandre Dumas.

## Filmographie

### Cinéma

#### Longs métrages
- 2004 : Haven - L'enfer au paradis (Haven) : Gene
- 2006 : Love (et ses petits désastres) (Love and Other Disasters) d'Alek Keshishian : Paolo Sarmiento
- 2007 : Goal 2 : La consécration (Goal II : Living the Dream) de Jaume Collet-Serra : Diego Rivera
- 2008 : Che, 1re partie : L'Argentin de Steven Soderbergh : Camilo Cienfuegos
- 2010 : La Vie des poissons (La vida de los peces) de Matías Bize : Andrés
- 2010 : Meant to Be de Paul Breuls : Ben
- 2012 : Cristeros (Cristiada) : Père Vega
- 2017 : Transformers : The Last Knight de Michael Bay : Santos
- 2017 : Seven Sisters de Tommy Wirkola : Le processeur de l'info-publicité
- 2019 : Ema de Pablo Larraín : Aníbal
- 2020 : Marraine ou presque (Godmothered) de Sharon Maguire : Hugh Prince
- 2024 : Beetlejuice Beetlejuice de Tim Burton : Richard Deetz

### Télévision

#### Séries télévisées
- 2003 : MI-5 (Spooks): Camilo Henriquez
- 2003 : Judge John Deed : Carlos Fedor
- 2004 : Et alors ? (As If) : Le facteur
- 2005 : Empire : Octave
- 2005 : ShakespeaRe-Told : Lucentio
- 2006 - 2007 / 2009 : Heroes : Isaac Mendez
- 2008 - 2011 : Merlin : Lancelot
- 2011 : Covert Affairs : Xavier
- 2012 : Dexter : Sal Price
- 2012 : Alcatraz : Jimmy
- 2012 : Falcón : Esteban Calderón
- 2013 : Anna Karénine (Anna Karenina) : Comte Alexis Vronski
- 2014 - 2016 : The Musketeers : Aramis
- 2016 : The Mindy Project : Diego
- 2017 : Big Little Lies : Joseph Bachman
- 2017 - 2018 : Salvation : Darius Tanz
- 2020 : Star Trek : Picard : Cristobal Rios
- 2022 : The Flight Attendant : Marco
- 2022 : Star Trek : Picard : Cristobal Rios
- 2024 : La terre des femmes : Amat

#### Téléfilm
- 2012 : Hemingway and Gellhorn de Philip Kaufman : Robert Capa

### Jeu vidéo
- 2004 : TOCA Race Driver 2 : Cesar Maques (voix)

## Voix françaises
| - Félicien Juttner dans : - Dexter (série télévisée) - Hemingway and Gellhorn (téléfilm) - Transformers: The Last Knight - Anatole de Bodinat dans (les séries télévisées) : - The Musketeers - Salvation - La Terre des femmes - Valentin Merlet dans : - Big Little Lies (série télévisée) - Star Trek: Picard (série télévisée) - Marraine ou presque | - Damien Ferrette dans (les séries télévisées) : - Merlin - The Mindy Project Et aussi - Axel Kiener dans Empire (mini-série) - Boris Rehlinger dans Heroes (série télévisée) - Éric Aubrahn dans La Vie des poissons - Damien Boisseau dans Covert Affairs (série télévisée) - Alexis Victor dans Anna Karénine (mini-série) - Guillaume Lebon dans Beetlejuice Beetlejuice |